# Duhovni centar Kuća Navještenja u Gromiljaku
Kuća Navještenja je rimokatolički duhovni centar u središnjoj Bosni, u Gromiljaku kod Kiseljaka. Vode ga sestre Služavke Maloga Isusa sarajevske Provincije Bezgrješnog začeća BDM.

## Smještaj
Nalazi se duž prometnice Kiseljak – Busovača, tri kilometra od Kiseljaka. Mjesto je odabrano osobitom zaslugom ondašnjeg župnika i dekana preč. Franje Bulića, čija je velika želja bila da sestre Služavke Maloga Isusa dođu u Gromiljak. Župnik im je dao župno zemljište za izgradnju objekta, Vrhbosanski ordinarijat iz Sarajeva to je odobrio i Sestre su rado prihvatile.

## Povijest
Zamisao o osnivanju duhovnog centra datira iz 1990. godine, kad je Družba sestara Služavki Maloga Isusa slavila stotu obljetnicu svoga postojanja. Kuća Navještenja sagrađena je u znak zahvalnosti za stoljetni jubilej Družbe u Gromiljaku kod Kiseljaka, Vrhbosanska nadbiskupija. Družba je utemeljena 1890. u vrhbosanskoj nadbiskupiji.
Sestre Služavke Maloga Isusa došle su na Gromiljak na blagdan sv. arkanđela Rafaela, 24. listopada 1994. godine. S. Admirata Lučić, ondašnja provincijska glavarica službeno je uspostavila redovničku zajednicu. Zajednica djeluje od tad sukladno potrebama onoga vremena. Zbog rata u BiH, već od 1991. pa sve do 1995. sestre su primarno bile silom neprilika dovedene u situaciju da moraju raditi s izbjeglicama kojih je na prostoru općine Kiseljaka bilo nekoliko tisuća, te župski pastoral i katehizacija.
Nakon svršetka ratnih zbivanja u BiH, sestre postupno započinju sa svojim radom u Kući Navještenja. Tek su 2000. godine, u godini slavlja Velikog Jubileja kršćanstva, došle da mogu intenzivno razvijati pastoralno djelovanje. Organiziraju duhovne obnove za mlade, duhovne vježbe, seminare, škole za animatore Prijatelja Maloga Isusa, školu za praćenja mladih na putu duhovnog zvanja, misijske izložbe i ljetne kampove za djecu.

## Namjena
Duhovni centar namijenjen je pomoći čovjeku susresti se s Bogom i samim sobom kroz Riječ Božju i sakramente. Kroz ovaj apostolat, Sestre Služavke Maloga Isusa žele dati duhovni doprinos mjesnoj Crkvi vrhbosanskoj, pomažući i potičući mlade i odrasle rasti u vjeri.